# Souk El Souf
Le souk El Souf (arabe : سوق الصوف) ou souk de la Laine est l'un des souks de la médina de Tunis, spécialisé dans la vente de la laine.

## Localisation
Il est situé au sud de la mosquée Zitouna, près du souk El Kmach.